# RV Western Flyer
Le catamaran RV Western Flyer est un navire de recherche de type SWATH à double coque exploité par le Monterey Bay Aquarium Research Institute (Institut de recherche de l'aquarium de la baie de Monterey - MBARI).
Sa conception SWATH relativement stable permet une capacité opérationnelle étendue dans les états de mer agitée. C'était la plate-forme d'opération du ROV Tiburon développé par MBARI de 1996 à 2008 et maintenant du ROV Doc Ricketts  (nommé d'après Ed Ricketts (en), biologiste marin américain). Le navire transporte 10 membres d'équipage, 5 pilotes de ROV et 11 scientifiques, pour un total de 26 personnes. Les croisières se déroulent généralement autour de la côte centrale de la Californie et de la baie de Monterey, bien que des excursions n'aient plus eu lieu ces dernières années.